# Chronologie de l'invasion de l'Ukraine par la Russie (août 2022)
Pour un article plus général, voir Invasion de l'Ukraine par la Russie.
Cet article fait partie de la chronologie de l'invasion de l'Ukraine par la Russie et présente une chronologie des évènements clés de ce conflit durant le mois d'août 2022.
Pour les événements précédents, voir Chronologie de l'invasion de l'Ukraine par la Russie (juillet 2022).
Pour les événements suivants, voir Chronologie de l'invasion de l'Ukraine par la Russie (septembre 2022).

Carte animée de l'invasion du 7 avril au 5 septembre (voir la carte détaillée par ville sur Wikipédia en anglais).

## Chronologie des évènements

### 1eraoût
Les forces russes transfèrent des éléments du district militaire oriental de la région de Sloviansk pour soutenir les positions défensives le long de l'axe sud.
Le cargo Razoni quitte le port d'Odessa avec vingt-six mille tonnes de maïs.
Les forces russes ont mené des assauts terrestres infructueux sur les localités au sud et au sud-est de Bakhmout.
Les autorités russes ne revendiquent aucun gain territorial près d'Avdiivka alors que celles-ci ont lancé des assauts terrestres infructueux sur Avdiivka et Pisky.
Les forces d'occupation russes intensifient leurs efforts pour dissuader et réprimer les mouvements partisans dans les territoires occupés alors que les attaques partisanes contre les responsables russes et les collaborateurs ukrainiens se poursuivent.

### 2 août
Les forces russes ont mené des opérations offensives infructueuses au nord-est et au nord-ouest de la ville de Kharkiv, ainsi que plusieurs attaques terrestres limitées au nord-ouest de Sloviansk et à l'est de Siversk.
Les forces russes ont fait des avancées progressives autour d'Avdiivka et continuent de tenter de pousser au sud-ouest de la ville. Elles ont également lancé deux assauts dans le nord de l'oblast de Kherson et continuent de redéployer des troupes sur le front sud.

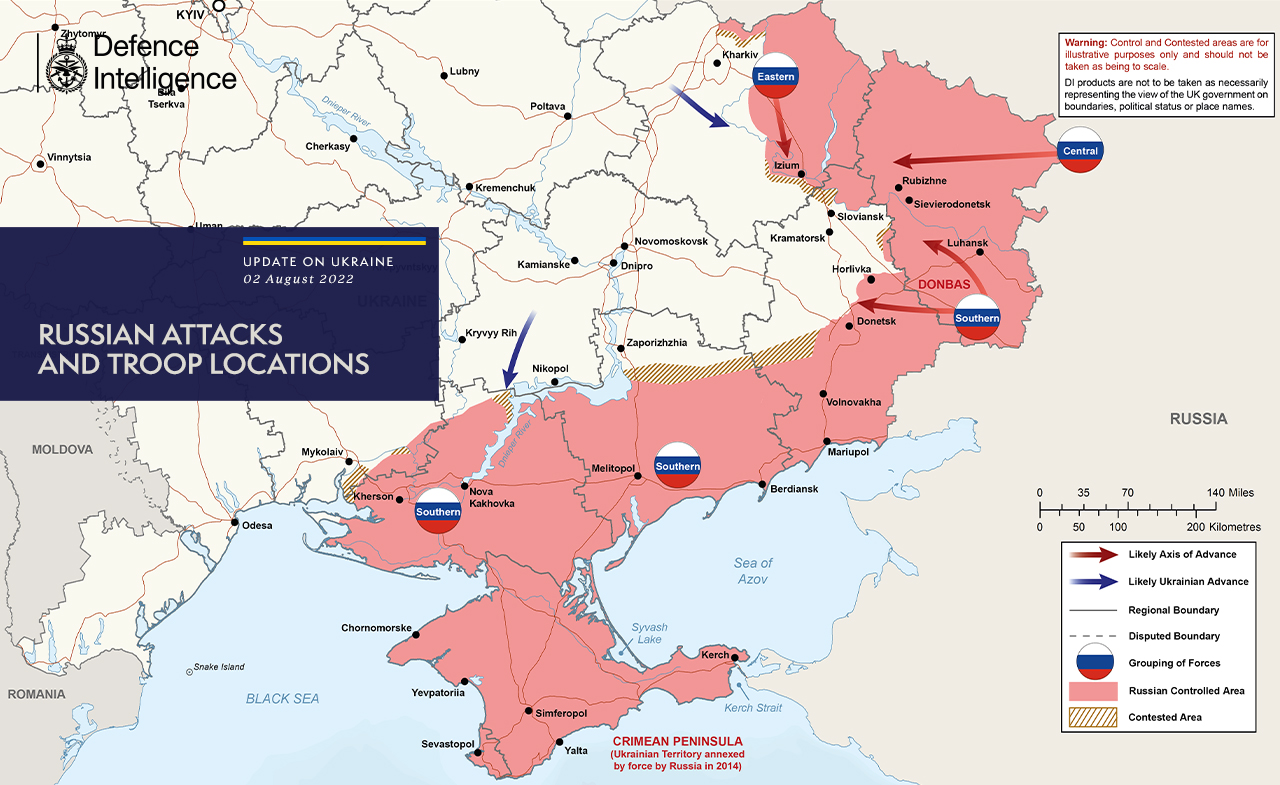
Situation du 2 au 4 août 2022

### 3 août
Selon Rafael Grossi, le chef de l'AIEA, la centrale nucléaire de Zaporijjia est « complètement hors de contrôle » sous l'occupation russe. Une mission d'inspection de la centrale est prévue par l'organisation internationale et attend l'approbation des parties ukrainienne et russe.

### 4 août
Amnesty International accuse l'Ukraine de violer les lois internationales de la guerre en plaçant des armes et des campements dans des zones civiles avec « des bases militaires ou des zones densément boisées à proximité ». Le Président Zelensky rétorque que ces affirmations tentent d'offrir « l'amnistie à l'État terroriste et de faire passer la responsabilité de l'agresseur à la victime ».
Nikopol a été bombardée par des roquettes Grad.

### 5 août
Le ministère de la Défense britannique a déclaré que la guerre allait entrer dans une « nouvelle phase », les forces russes se déplaçant de la Crimée et d'autres parties de l'Ukraine vers une ligne de front s'étendant de Zaporijjia à Kherson, le long du Dnipro. C'est en réponse à une contre-offensive ukrainienne dans la région.
L'Ukraine et la Russie se sont mutuellement accusées d'avoir bombardé la centrale nucléaire de Zaporijjia, les obus ayant touché les lignes électriques obligeant les opérateurs à déconnecter un réacteur.
Selon les médias russes, des responsables nord-coréens ont proposé de fournir à la Russie cent mille soldats volontaires à déployer dans la guerre. L'offre est à l'étude par les responsables russes,.

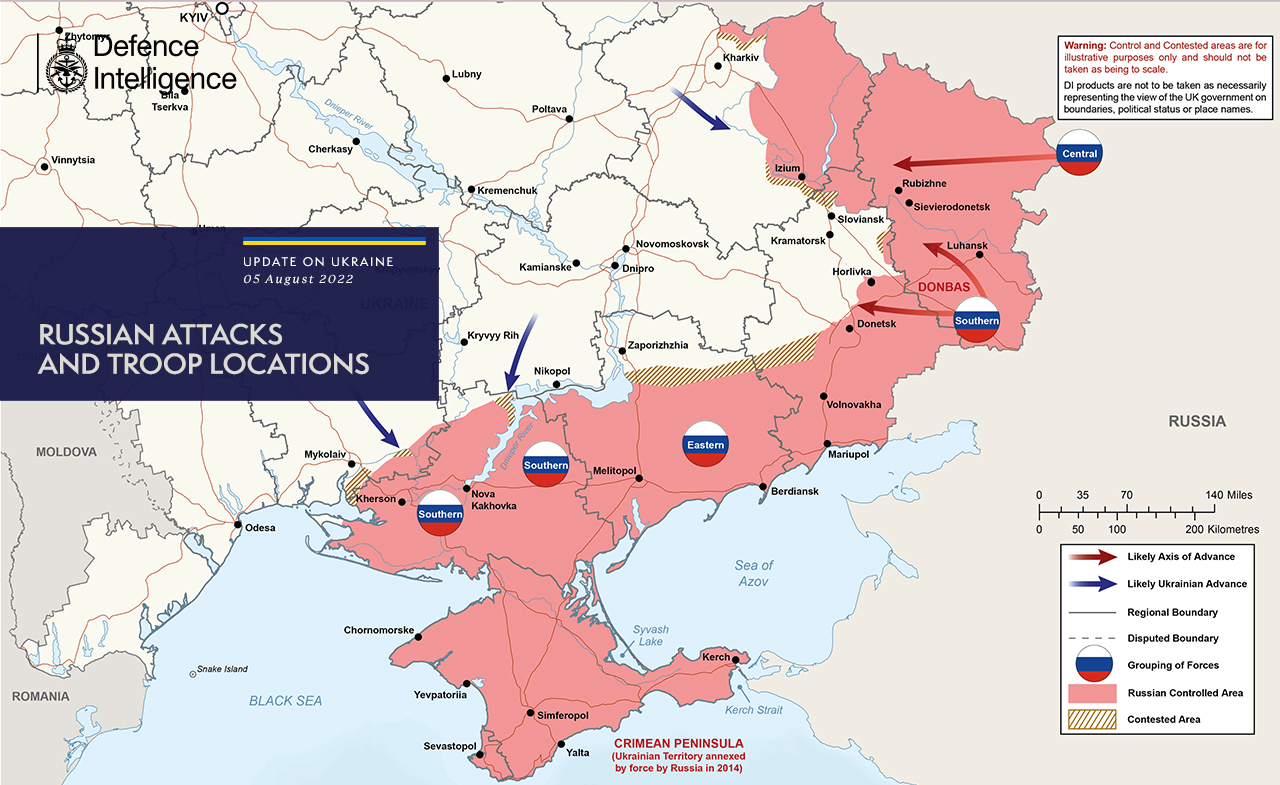
Situation du 5 au 18 août 2022

### 6 août
Vitali Goura, chef adjoint du raïon de Kakhovka, et prorusse, est retrouvé blessé par balles et décède de ses blessures.

### 7 août
La direction militaire russe continue de connaître un roulement important, ce qui a probablement un impact sur les efforts de commandement et de contrôle russes en Ukraine.
Les forces russes ont mené des attaques terrestres limitées au sud-ouest et au sud-est d'Izioum, à l'est de Siversk et à l'est et au sud de Bakhmout et ont tenté en vain d'avancer à l'est de la ville de Mykolaïv.
Les forces russes forment la 72e brigade de fusiliers motorisés dans l'oblast d'Orenbourg dans le cadre du 3e corps d'armée.
Les forces ukrainiennes ont attaqué des ponts dans la région de Kherson, ainsi que des installations militaires russes à Skadovsk, Tchornobaïvka, Tchaplynka, Olechky et Nova Kakhovka.

### 8 août
Les Russes ont mené des attaques au sol au nord-ouest de Sloviansk et au nord-est et au sud-est de Bakhmout, tout en poursuivant leurs attaques au sol au nord-ouest et au sud-ouest de la ville de Donetsk.
Les responsables russes ont rouvert le pont d'Antonivka à la circulation après les attaques ukrainiennes l'ayant visé il y a quelques semaines.
Le Service de sécurité d'Ukraine rapporte qu’il a arrêté des tueurs des services spéciaux russes qui avaient planifié les meurtres d'Oleksiy Reznikov ministre de la Défense et de Kyrylo Boudanov chef du renseignement de défense de l'Ukraine.

### 9 août

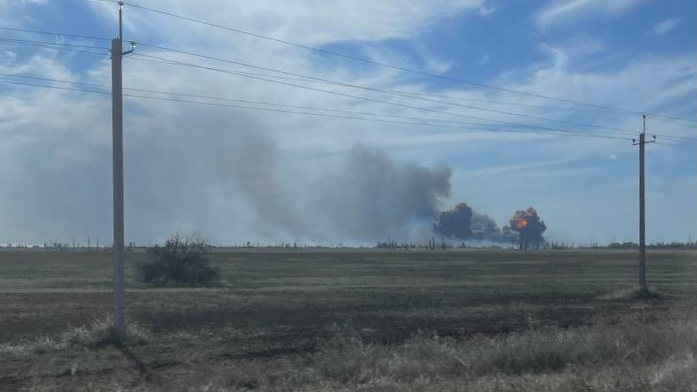
Explosions à Novofedorivka.

De nombreux avions militaires russes de la base aérienne de Novofedorivka en Crimée explosent au sol, faisant fuir les touristes russes de la plage de Saki. Selon CNN, la Russie n'a pas perdu autant d'avions en une seule journée depuis l'implication de l'Union soviétique dans la Seconde Guerre mondiale. La base est située à environ 220 kilomètres des forces ukrainiennes. Le Kremlin n’accusait pas l'Ukraine de frapper l’aérodrome de Novofedorovka, car cela indiquerait l'inefficacité des systèmes de défense aérienne russes.
Selon les responsables ukrainiens, les forces russes continuent de faire feu avec leurs systèmes d'artillerie depuis la centrale nucléaire de Zaporijjia.
Selon Mykhaïlo Podoliak l'Ukraine perdrait, chaque jour, 30 à 50 combattants au front, soit près de trois fois moins qu’en juin.
Selon Valeri Zaloujny, commandant en chef des forces armées ukrainiennes, les forces de défense ukrainiennes auraient vaincu 20% des troupes russes impliquées dans la guerre contre l'Ukraine depuis le 24 février.

### 10 août
Les troupes russes prennent l'usine Knauf près de Soledar.

### 11 août
Le régime prorusse de l'oblast de Zaporijjia a fixé une motion de 30 jours pour organiser un référendum sur son annexion à la Russie, qui est prévu le 11 septembre,.
Huit explosions sont signalées dans la base aérienne de Pribytki biélorusse à 30 kilomètres de la frontière ukrainienne. La Biélorussie affirme que les explosions sont dues à un « incident technique » impliquant un moteur de véhicule. Des images satellites publiées le 13 août par Maxar Technologies montrent cependant les traces d’un incendie et d’une explosion survenue sur la piste principale de l’aérodrome.
Les responsables ukrainiens ont confirmé des frappes ukrainiennes supplémentaires visant des postes de commandement et des dépôts de munitions russes le long de l'axe sud.
Lors de son procès, la journaliste russe Marina Ovsiannikova a sorti une affichette ou était écrit : « Que les enfants morts viennent hanter vos nuits ». Les gardes ont cherché à cacher ce message de la journaliste, qui est désormais assignée à résidence.

### 12 août
L’armée russe pilonne sans répit Soledar, oblast de Donetsk.
Kyïv et Moscou s’accusent mutuellement de nouvelles frappes sur le site de la centrale nucléaire ukrainienne de Zaporijjia. Les renseignements militaires ukrainiens affirment que « les occupants (les russes) bombardent la centrale nucléaire (…) à partir du village de Vodiane, situé à proximité immédiate, sur la rive droite du Dnipro », qui sépare les zones occupées par les Russes de celles qui sont contrôlées par les ukrainiens. Les autorités d'occupation installées par la Russie dans les zones qu’elle a conquises dans la région de Zaporijjia ont, sans surprise, accusé les forces ukrainiennes d’être à l’origine de ces tirs.
Bombardement russe sur Kramatorsk encore sous contrôle ukrainien de la région de Donetsk.

### 13 août
L'armée ukrainienne affirme avoir rendu inutilisable un pont situé près de la centrale hydroélectrique de Nova Kakhovka, dans la région de Kherson, utilisé pour les véhicules de ravitaillement russes.

### 14 août
Les troupes russes et mandataires en Ukraine opèrent dans environ six groupes de forces opérationnelles[pas clair].
Les forces russes ont mené des attaques au sol au nord de la ville de Kharkiv, au nord-ouest de Sloviansk, à l'est de Siversk et ont réalisé des gains non spécifiés autour de Bakhmout. Les forces ukrainiennes auraient quant à elles frappé une base du groupe Wagner à Popasna, dans l'oblast de Louhansk, faisant des victimes.
Quarante-deux États appellent les forces russes à se retirer de la centrale nucléaire de Zaporijjia à Enerhodar, deux à quatre heures seulement avant qu'une autre frappe ne frappe la ville à proximité.
Les forces ukrainiennes ont une nouvelle fois frappé le pont autoroutier d'Antonivka, rendant probablement les trois ponts routiers vers et sur la rive droite du Dnipro inutilisables pour les équipements lourds.
| Pertes au 14 août 2022  | Pertes au 14 août 2022                                 | Pertes au 14 août 2022   |
| Russie et alliés (5181) | Équipements                                            | Ukraine et alliés (1481) |
| ----------------------- | ------------------------------------------------------ | ------------------------ |
| 942                     | Chars                                                  | 233                      |
| 503                     | Véhicules blindés de combat                            | 129                      |
| 1026                    | Véhicules de combat d'infanterie                       | 198                      |
| 142                     | Véhicules blindés de transport de troupes              | 96                       |
| 32                      | Véhicules blindés de haute protection contre les mines | 4                        |
| 115                     | Véhicules de transport de troupes                      | 129                      |
| 109                     | Postes de commandement et postes de communication      | 7                        |
| 179                     | Véhicules et équipements du génie                      | 23                       |
| 22                      | Systèmes de missiles antichars automoteurs             | 15                       |
| 14                      | Mortiers lourds                                        | -                        |
| 54                      | Véhicules et équipements de soutien d'artillerie       | 12                       |
| 75                      | Pièces d'artillerie remorquée                          | 50                       |
| 152                     | Artillerie automotrice                                 | 51                       |
| 93                      | Lance-roquettes multiples                              | 22                       |
| 7                       | Canons antiaériens                                     | 3                        |
| 17                      | Canons antiaériens automoteurs                         | 2                        |
| 68                      | Systèmes de missiles sol-air                           | 44                       |
| 13                      | Radars et équipements de communication                 | 20                       |
| 12                      | Moyens de brouillage radar                             | 1                        |
| 51                      | Aéronefs                                               | 40                       |
| 49                      | Hélicoptères                                           | 11                       |
| 109                     | Drones de combat                                       | 31                       |
| 3                       | Trains logistiques                                     | -                        |
| 1381                    | Camions, autres véhicules dont tout-terrain            | 342                      |
| 11                      | Navires de guerre                                      | 19,                      |

### 15 août
Attaques massives de roquettes et missiles (Grad, X-59 et S-300) de la fédération de Russie sur la région de Dnipropetrovsk.

### 16 août
Les ukrainiens annoncent avoir détruit une base du groupe de mercenaires russes Wagner à Popasna dans l'oblast de Louhansk occupée par la Russie.
Toujours selon l'Ukraine, la Russie aurait transféré les postes de commandement de la région de Kherson sur la rive gauche du Dnipro.
Un dépôt de munitions russe explose dans le district de Djankoï, en Crimée, entraînant des perturbations du trafic ferroviaire, qui selon le ministère russe sera dû à un sabotage,.
Une troisième attaque aurait eu lieu contre une base aérienne de la marine russe de Gvardeyskoe, à Hvardiïske, où se trouvaient une douzaine d'avions.
À Melitopol, sous occupation russe, deux explosions ont retenti dans la zone de la sous-station, après quoi la diffusion de la télévision terrestre s'est arrêtée.
Des missiles russes sont tombés sur Kharkiv.

### 17 août
Le conseiller de la présidence ukrainienne Mykhaïlo Podoliak menace d'attaquer le pont de Kertch, reliant la péninsule occupée à la Russie continentale et construit par la Russie en 2018, considérant le pont comme étant une cible militaire légitime et que « ce pont est une structure illégale et l'Ukraine n'a pas donné sa permission pour sa construction. Il porte préjudice à l'écologie de la péninsule et doit donc être démantelé. Peu importe comment : volontairement ou non ». Il ajoute également que le début de la « démilitarisation en action » de la Crimée a débuté, faisant référence à la terminologie utilisée par la Russie pour justifier son invasion de l'Ukraine déclenchée le 24 février.
« Les systèmes de défense antiaérienne ont été activés à Kertch. Il n’y a aucun danger pour la ville ou le pont », affirme un responsable régional, Oleg Krioutchkov, cité par les agences de presse russes.
Selon le service de renseignement ukrainien, les Russes déplacent vingt-quatre avions et quatorze hélicoptères de la péninsule de Crimée vers d’autres aérodromes russes, en raison des explosions qui ont touché les bases militaires russes en Crimée (les 9, 11 et 16 août).
Un missile russe touche un immeuble résidentiel de trois étages à Kharkiv faisant sept morts et dix-sept blessés.
Vladimir Poutine nomme le vice-amiral Viktor Nikolaïevitch Sokolov commandant de la flotte de la mer Noire en remplacement de l'amiral Igor Ossipov.

### 18 août

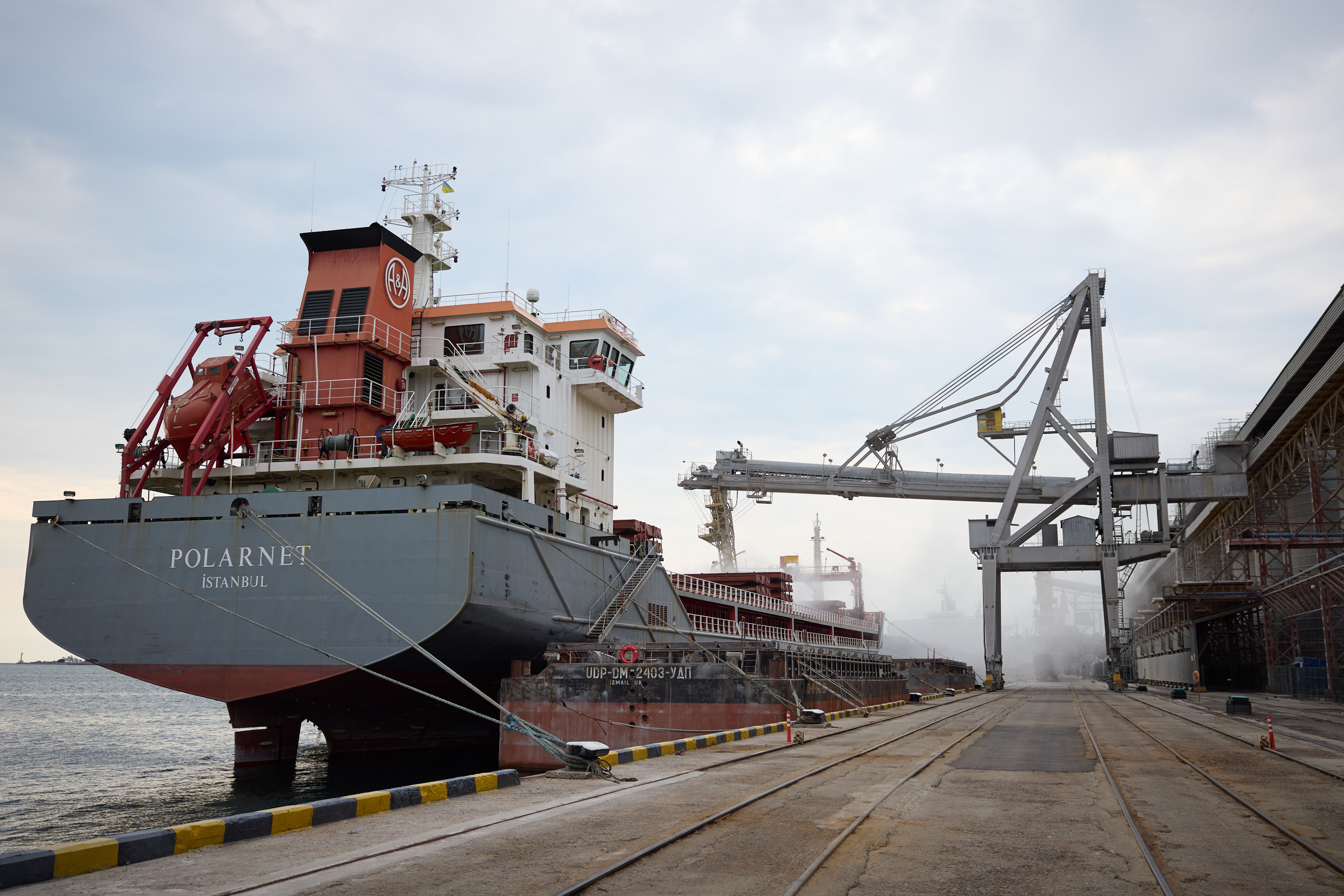
Chargement de grains depuis le port de Tchornomorsk, oblast d'Odessa.

Un nouveau bombardement russe sur Kharkiv fait un mort et dix-huit blessés.
Explosion d'un dépôt de munitions russe situé près des villages de Timonovo (uk) et de Soloti (ru) dans l'oblast de Belgorod en Russie.
À Lviv, une réunion trilatérale a eu lieu entre le Secrétaire général de l'ONU António Guterres, le président turc Recep Tayyip Erdoğan et le président ukrainien Volodymyr Zelenskyy. Les sujets abordés lors de la réunion comprenaient la sécurité de la centrale nucléaire de Zaporijjia, l'accord d'exportation de céréales et l'échange de prisonniers de guerre.

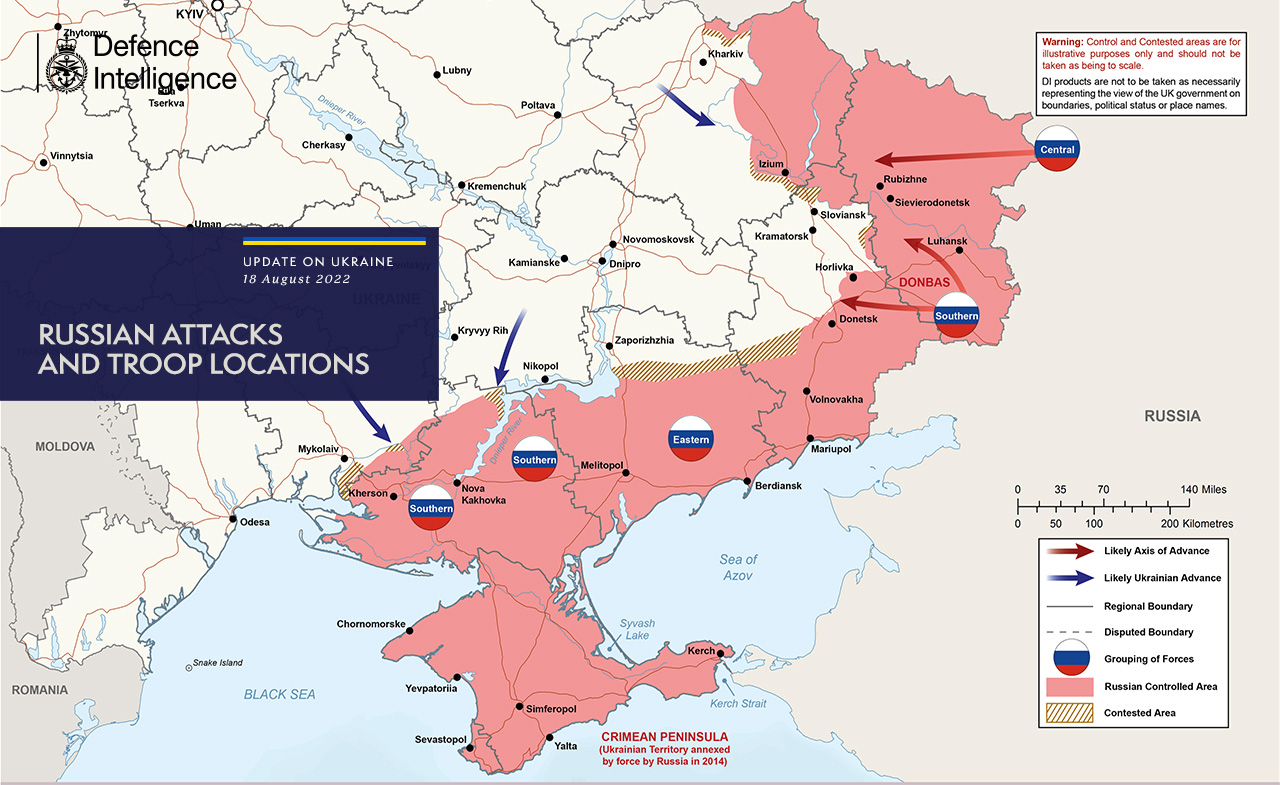
Situation au 18 août 2022

### 19 août
Les forces russes ont mené des attaques terrestres limitées au nord de la ville de Kharkiv, au sud-ouest et au sud-est d'Izioum, à l'est de Siversk et au sud et à l'est de Bakhmout. Plusieurs assauts terrestres infructueux sont également tentés contre des localités de l'axe sud.

### 20 août
La flotte russe de la mer Noire rapporte qu'un drone ukrainien s'est écrasé sur le toit de son quartier général à Sébastopol ; aucun blessé n'a été signalé.

### 22 août
La Russie demande la tenue d'une réunion du Conseil de Sécurité des Nations Unies pour le lendemain au sujet des bombardements du site nucléaire de Zaporijjia,.

### 23 août
Les autorités russes déploient des forces de sécurité dans l'oblast de Louhansk, probablement en réponse à la baisse du soutien à la guerre et à la réticence croissante de rejoindre les rangs parmi les habitants de la région. Ce déploiement détourne ces forces des opérations ailleurs en Ukraine, contribuant probablement à l'échec général de la Russie à traduire des gains tactiques limités en succès opérationnels.

### 24 août
Le jour d'Indépendance de l'Ukraine, la gare de Tchaplyne est frappée par un tir russe qui fait vingt-cinq morts et une cinquantaine de blessés.

### 25 août
Les forces russes ont mené des attaques terrestres limitées au nord-ouest et au nord-est de Sloviansk, au nord-est et au sud de Bakhmout, au nord-ouest de la ville de Donetsk, dans le nord-ouest de l'oblast de Kharkiv et dans le nord-ouest de l'oblast de Kherson.
Les forces ukrainiennes ciblent constamment les moyens militaires russes et les lignes de communication au sol dans l'oblast de Kherson.

### 26 août
À 3 h 30, heure locale, les forces ukrainiennes ont frappé l'hôtel « Donbass », dans la ville de Kadiïvka (oblast de Louhansk), avec 10 missiles HIMARS selon les médias russes. L'Ukraine affirme avoir tué 200 parachutistes logeant dans l'hôtel, utilisé comme caserne. Aucune confirmation indépendante ne vient étayer les allégations ukrainiennes,.
Le gouvernement ukrainien distribue des comprimés d'iode aux résidents vivant à proximité de la centrale nucléaire de Zaporijjia. Deux des six réacteurs ont été reconnectés au réseau après avoir été déconnectés plus tôt. Selon des responsables de l'usine, elle fut mise hors ligne le 25 août par « des dommages causés par un incendie à une ligne de transmission ». Les photos satellites indiquent que de la fumée s'est élevée de l'usine au cours des derniers jours.

### 27 août
Selon le Commandement opérationnel sud, un groupe de sabotage et de reconnaissance russe composé de 10 personnes a tenté des opérations d'assaut dans l'oblast de Kherson, indiquant que les capacités offensives russes dans cette région se sont encore dégradées.
Les forces ukrainiennes ont pris pour cibles des éléments de commandement et de contrôle aéroportés russes dans l'ouest de l'oblast de Kherson.
Des sources russes et ukrainiennes s'accusent mutuellement de bombardement de la centrale nucléaire de Zaporijjia.

### 28 août
Les forces russes ont mené des opérations offensives infructueuses au nord-ouest de Sloviansk, ainsi que des attaques terrestres limitées au sud-est de Bakhmout, à l'ouest et au sud-ouest de la ville de Donetsk et au nord de la ville de Kharkiv.

### 29 août
L'Ukraine débute sa contre-offensive prévue dans le sud pour reprendre la ville de Kherson. Selon le gouvernement ukrainien, son armée a « percé la première ligne de défense de la Russie près de Kherson ». L'armée ukrainienne ajoute avoir visé une base militaire russe dans la région de Kherson, bien que cette affirmation ne soit toujours pas vérifiée.

### 30 août
L'Ukraine prétend avoir utilisé des unités leurres HIMARS en bois. Cela peut expliquer les affirmations russes selon lesquelles plusieurs de ces systèmes ont été détruits. Les responsables ukrainiens affirment avoir leurré 10 missiles de croisière russes 3M-54 Kalibr à eux seuls. Un responsable du Pentagone américain confirme qu'aucun HIMARS n'a encore été détruit.
Des images de Maxar Technologies montrent des trous dans le toit de la centrale nucléaire de Zaporijjia. Le chef de l'AIEA, Rafael Grossi, confirme que la mission de soutien et d'assistance est « maintenant en route ».

### 31 août
La Russie a retiré ses avions de combat de la Crimée et a augmenté ses missiles sol-air pour se défendre contre de futurs bombardements.
Selon le ministère de la Défense du Royaume-Uni, les forces ukrainiennes ont repoussé la ligne de front russe à certains endroits, l'Ukraine « exploitant des défenses russes relativement peu tenues ».

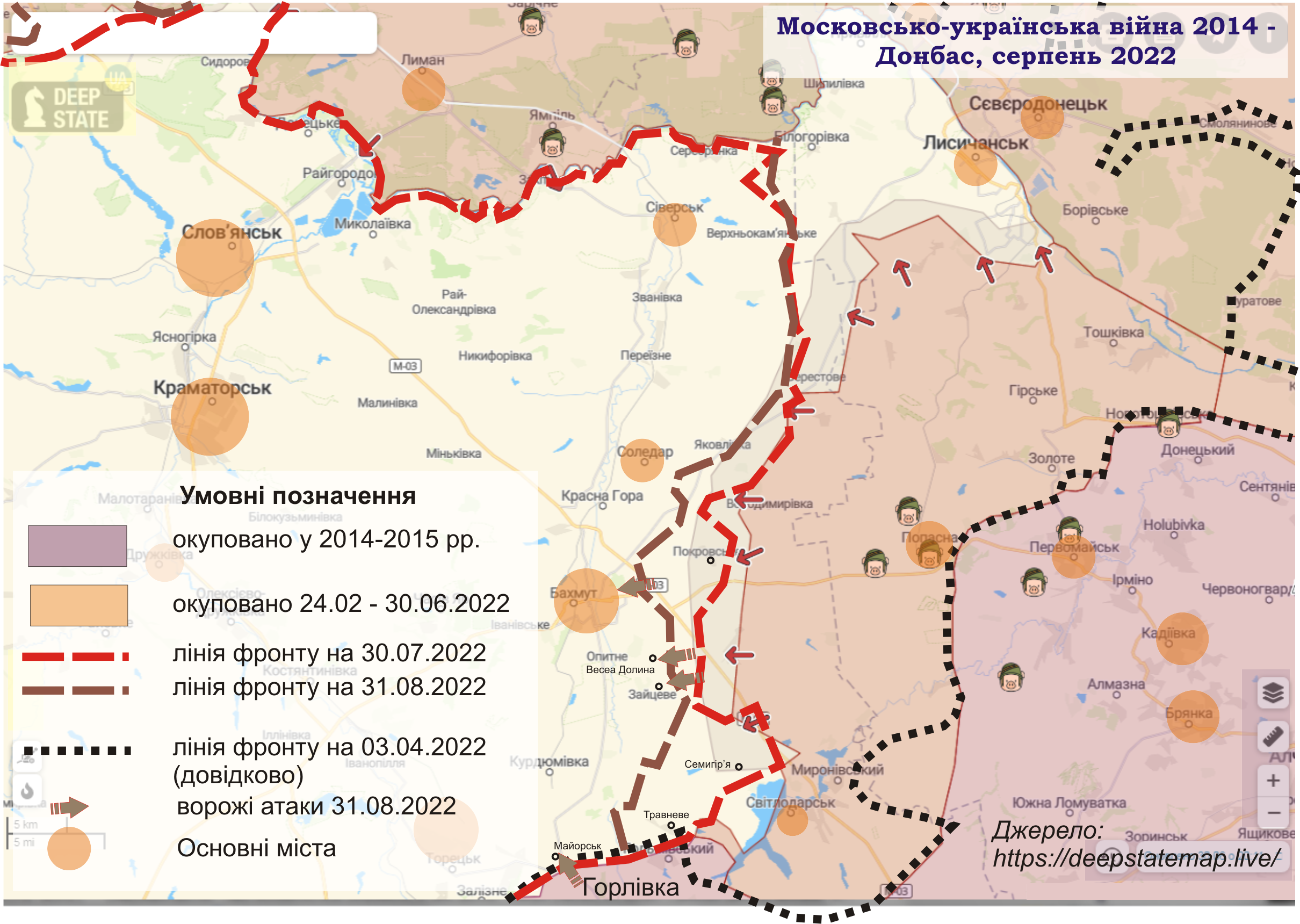
Situation au Nord du Donbass fin août 2022

### Septembre 2022
Pour les événements suivants, voir Chronologie de l'invasion de l'Ukraine par la Russie (septembre 2022).